# Sac County
Sac County är ett administrativt område i delstaten Iowa, USA, med 10 350 invånare. Den administrativa huvudorten (county seat) är Sac City.

## Geografi
Enligt United States Census Bureau har countyt en total area på 1 498 km². 1 491 km² av den arean är land och 7 km² är vatten.

### Angränsande countyn
- Buena Vista County - norr
- Calhoun County - öst
- Carroll County - sydost
- Crawford County - sydväst
- Ida County - väst

### Städer och samhällen
- Auburn
- Early
- Lake View
- Lytton
- Nemaha
- Odebolt
- Sac City
- Schaller
- Wall Lake